# Acueducto de Slateford
El Acueducto de Slateford (en inglés: Slateford Aqueduct)  es un acueducto navegable en Slateford, en la ciudad de Edimburgo, Escocia. Fue construido por Hugh Baird y se terminó en 1822 con la asesoría de Thomas Telford. 
Cuenta con ocho arcos, posee unos 600 pies (180 m) de largo y 60 pies (18 m) de alto, y lleva el canal de la unión a través de Inglis Green Road y el Agua de Leith en Longstone (justo en el borde de Slateford) en el suroeste de Edimburgo. El canal corre sobre una curva de nivel de 73 m y es muy popular entre los ciclistas y paseadores.